# Freie Entfaltung der Persönlichkeit
Artikel 2 des Grundgesetzes für die Bundesrepublik Deutschland garantiert die freie Entfaltung der Persönlichkeit.
Dies geschieht zum einen durch die allgemeine Handlungsfreiheit, zum anderen in Verbindung mit Art. 1 Abs. 1 GG durch das allgemeine Persönlichkeitsrecht bzw. das Recht auf informationelle Selbstbestimmung. Positivrechtliche Ausflüsse dieses Prinzips finden sich zudem in gesetzlichen Anordnungen, so beispielsweise im § 75 Abs. 2 BetrVG, der Arbeitgebern und Betriebsräten expressis verbis aufgibt, die freie Entfaltung der Persönlichkeit der Beschäftigten zu fördern und zu wahren.
Die Entfaltung der Persönlichkeit stellt ein erstrebenswertes, wenn nicht sogar das höchste Gut im Rahmen einer radikal humanistischen Weltanschauung dar. Erich Fromm etwa sieht in seinem Werk Haben oder Sein die Entfaltung der eigenen Persönlichkeit und der des Mitmenschen als das höchste Ziel des menschlichen Lebens an. Er spricht sich für eine Gesellschaftsordnung aus, die die volle Entfaltung der menschlichen Persönlichkeit anstrebt und diesem Ziel den Vorrang gibt vor der wirtschaftlichen Produktion.
Das analoge Grundrecht in der Schweiz ist das Recht auf geistige Unversehrtheit, das in Art. 10 Abs. 2 der Bundesverfassung verbrieft ist. Geschützt sind durch Art. 10 Abs. 2 BV nur elementare Erscheinungen der Persönlichkeitsentfaltung und der Lebensgestaltung. Damit unterscheidet sich die höchstrichterliche Rechtsprechung des Bundesgerichts der Schweiz erheblich von der deutschen. Das deutsche Bundesverfassungsgericht leitet seit dem Elfes-Urteil aus Art. 2 Abs. 1 GG eine allgemeine Handlungsfreiheit ab. Als „elementare Erscheinungen der Persönlichkeitsentfaltung“ anerkennt das Bundesgericht beispielsweise das Recht auf Kenntnis der eigenen Abstammung, den Kindeswunsch, die selbstbestimmte Sterbehilfe, die Bestimmung über den eigenen Körper sowie das Betteln.